# 雷斯特雷波 (考卡河谷省)
雷斯特雷波（西班牙語：Restrepo）是哥倫比亞考卡河谷省的城鎮，位於該國西部，始建於1913年，面積135平方公里，海拔高度1,374米，主要經濟活動是牧牛業和種植鳳梨，2005年人口13,881。
3°49′30″N 76°31′30″W / 3.825°N 76.525°W